# Saïd Razzouki
Le texte peut changer fréquemment, n’est peut-être pas à jour et peut manquer de recul. 
Le titre et la description de l'acte concerné reposent sur la qualification juridique retenue lors de la rédaction de l'article et peuvent évoluer en même temps que celle-ci.
Saïd Razzouki, né le 1er juin 1972 à Ait Touzine (Maroc), est un mafieux néerlandais condamné à la prison à perpétuité, spécialisé dans la formation de groupes criminels opérant des trafics de cocaïne en Europe  et en Amérique du Sud. Il est suspecté d'avoir orchestré plusieurs assassinats, attentats et kidnappings en lien avec la Mocro Maffia.
Bras droit du grand baron de drogue Ridouan Taghi, il reprend l'organisation en main à la suite de l'arrestation de Taghi le 16 décembre 2019. À la suite de cette arrestation, Razzouki passe du 2e criminel le plus recherché des Pays-Bas à la première place. Une récompense de 100 000 € est promise à toute personne donnant des indices menant à l'arrestation du fugitif. Comme Taghi, Saïd Razzouki est suspecté d'avoir commandité plus de 20 assassinats en rapport avec la mafia marocaine dans le monde.
L'organisation sous Razzouki aura tenu moins de deux mois. Le 7 février 2020, il est arrêté à Medellin, en Colombie à la suite d'une énorme perquisition menée par la FBI américaine et la DEA. Les États-Unis ont collaboré avec la Colombie et les Pays-Bas pour arrêter le fugitif qui était classé haut dans le classement d'Interpol. La presse colombienne révèle son alliance avec le Cartel de Sinaloa,. Son arrestation a lieu dans un appartement appartenant au Clan del Golfo.
Transféré à la prison de Bogota, il fait face à une mutinerie à la prison de La Modelo survenue le 27 mars 2020, faisant 23 morts et 90 blessés. Le 7 décembre 2021, il est extradé aux Pays-Bas pour être emprisonné à l'Extra Beveiligde Inrichting situé à Vught.

## Biographie

### Naissance et origines
Saïd Razzouki naît à Ait Touzine dans les montagnes du Rif (Maroc), avant d'immigrer aux Pays-Bas avec sa famille dans la ville d'Utrecht. Il grandit dans la cité de Overvecht.

### Distribution
Les témoignages d'Ebrahim Buzhu "Le Boucher", que De Telegraaf a déjà révélé en 2016, sont importants pour la police, qui ne sait alors pratiquement rien de Taghi. "Le Boucher" raconte en détail comment Taghi et Razzouki sont passés il y a dix ans de l'importation de haschisch du Maroc à la contrebande de cocaïne. Selon B., Razzouki était responsable de la distribution de stupéfiants aux Pays-Bas ; "Taghi est à Dubaï depuis six ou sept mois. Deux mois sur la Costa del Sol. Ils sont au Maroc depuis un mois. À Dubaï, ils se sentent le plus en sécurité". Selon lui, Taghi et Razzouki font passer un millier de kilos de cocaïne par mois via le Maroc et l'Espagne aux Pays-Bas. Le coke arrive également via le port d'Anvers.
Taghi est riche selon B. Il a des maisons à Tetouan au Maroc, à Marbella en Espagne et à Dubaï. À propos d'une maison de Taghi à Dubaï, B. déclare : "Pas une maison qui coûte 200 000 euros ici aux Pays-Bas. Une maison qui vaut au moins deux millions d'euros". Il dit également à propos de Saïd : "Il fait le commerce. Il distribue la marchandise pour Taghi. 1200 kilos entrent, puis il les distribue. Il fait la vente. Il donne 100 kilos à Rotterdam, 200 kilos à Amsterdam par exemple. Tu comprends ?".

### Mocro-oorlog
Saïd Razzouki est le bras-droit de Ridouan Taghi dans une organisation criminelle de la Mocro Maffia aux Pays-Bas. Il est suspecté d'avoir commis les mêmes crimes que son complice arrêté le 16 décembre 2019 à Dubaï.
- Le 30 novembre 2014, Samir Jabli est liquidé à Amersfoort devant la maison de ses parents. Saïd Razzouki planifie l'assassinat avec Ridouan Taghi.

- Le 9 septembre 2015, Ronald Bakker est assassiné dans son magasin. L'homme n'a aucun rapport avec la Mocro Maffia, mais livre quelques informations à des faux clients à Huizen à propos de Ridouan Taghi. Les faux clients, membres de l'organisation de Taghi et Razzouki, font leur retour pour liquider l'homme de 59 ans[6] ;

- Le 16 avril 2016, il est le commanditaire de l'assassinat de Samir Erraghib à IJsselstein. Les autorités interceptent des messages PGP entre Ridouan Taghi et Naoufal Fassih pour la préparation de l'assassinat de ce dernier[7] ;

- Le 22 juin 2016, il est le commanditaire de l'assassinat de Ranko Scekic à Utrecht[8]. L'homme est un ancien bras droit de Ebrahim B., l'homme qui a informé la police néerlandaise d'un criminel au nom de Ridouan Taghi ;
- Le 24 juin 2016, Wout Sabee est assassiné devant sa villa à De Meern[9]. L'homme de 70 ans est un ex-trafiquant de drogue, ayant donné son avis à la télévision néerlandaise à propos de la Mocro Maffia. Ridouan Taghi et Saïd Razzouki sont les suspects de l'assassinat du Néerlandais ;
- Le 8 décembre 2016, il est le commanditaire de l'assassinat du journaliste Martin Kok. Le journaliste révèle aux médias la coopération de Ridouan Taghi/Razzouki avec Rico Le Chilien et Noffel F. ;
- Le 29 mars 2018, Ridouan Taghi envoie deux tueurs à gages pour abattre Redouan B., frère de Nabil Bakkali qui est un ex-membre de la bande de Ridouan Taghi. Nabil Bakkali, appelé également « le repenti », met auparavant un terme à ses activités criminelles et devait livrer des informations à la police néerlandaise à propos de Ridouan Taghi, en échange d'une peine d'emprisonnement moins longue que prévu[10] ;
- Le 18 septembre 2019, Derk Wiersum, l'avocat de Nabil B., est également assassiné à Amsterdam[11]. Ridouan Taghi a envoyé un tueur à gages pour abattre l'avocat, qui avait assez d'informations sur Ridouan Taghi.

### Arrestations
La première arrestation autour de la famille Razzouki a lieu en décembre 2017. Mohamed Razzouki, frère de Saïd, est la cible d'une fusillade aux Pays-Bas.
Son autre frère, Zaki Razzouki est également arrêté fin octobre 2018 à Groningue en détention d'un pistolet, d'un revolver et de quelques grammes d'héroïne. Selon son avocat Yassine Bouchikhi, l'arrestation de son frère n'a aucun lien avec l'organisation de Ridouan Taghi, bien que la justice néerlandaise ait du mal à croire les mots de l'avocat.
En septembre 2019, la police néerlandaise déclare à la presse néerlandaise être proche d'une possible arrestation de Ridouan Taghi et Saïd Razzouki. Le 16 décembre 2019, Ridouan Taghi est arrêté à Dubaï. Cependant, Saïd Razzouki reste introuvable.

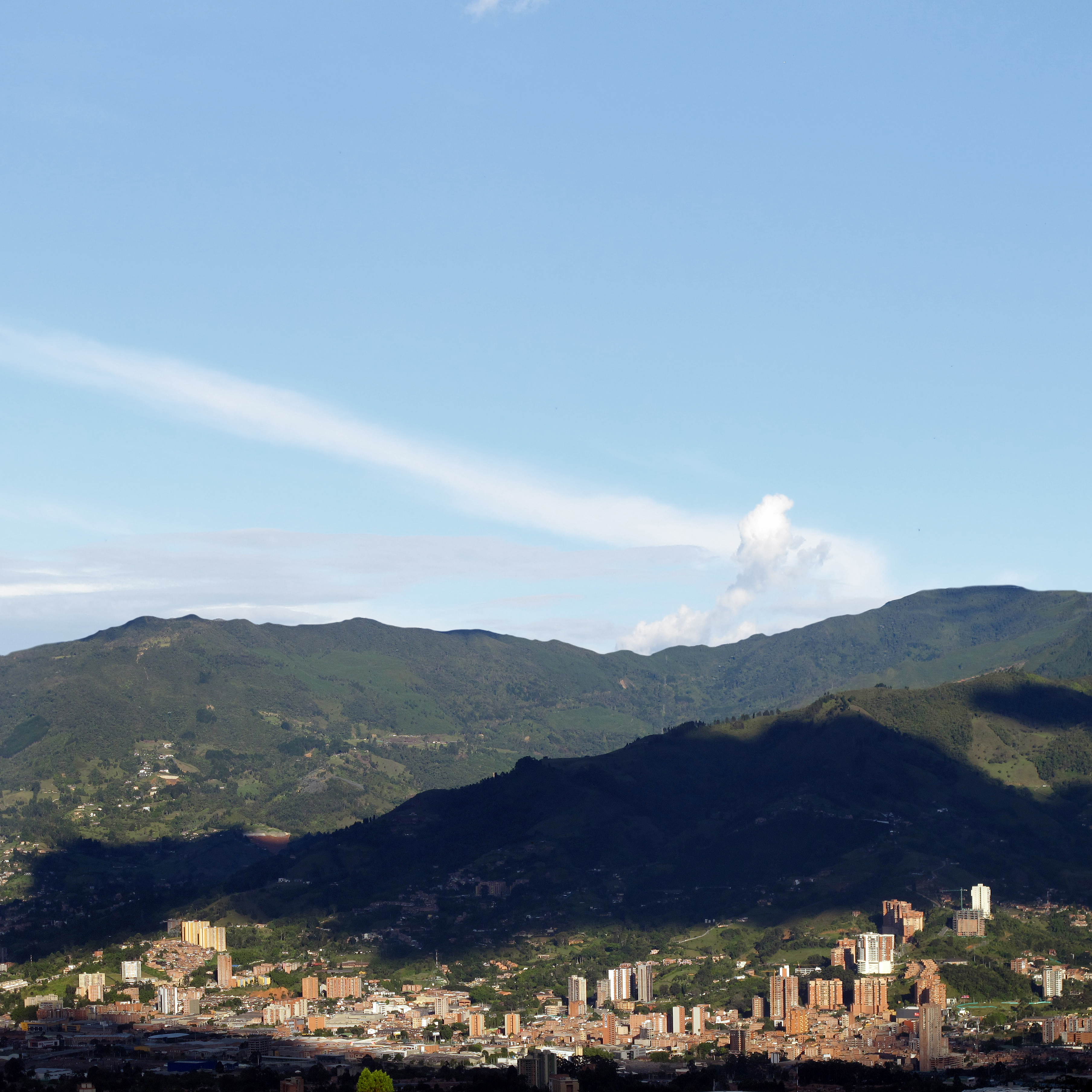
Saïd Razzouki est arrêté en compagnie du Clan del Golfo à Sabaneta (Antioquia) en février 2020.

Le 7 février 2020, il est arrêté par la DEA et le FBI dans un complexe d'appartements dans la ville de Sabaneta près de Medellín et a été légèrement blessé lorsqu'il a tenté de fuir en sautant par la fenêtre, d'après le Département national des enquêtes criminelles. Il est arrêté avec deux hommes appartenant au Clan del Golfo, un puissant cartel colombien qui entretient des relations avec le réseau Taghi. La presse colombienne révèle également des contacts entre Saïd Razzouki et le Cartel de Sinaloa. Selon les autorités colombiennes, les policiers ont pu localiser Saïd Razzouki grâce au message d'un homme de nationalité non-colombienne, qui a affirmé que Razzouki pourrait se trouver à Medellin, afin de mettre la main sur les 100 000 euros promis par l'État néerlandais. La somme d'argent a finalement été versée à l'individu.
La FBI américaine lance ses enquêtes en Colombie, notamment dans les mosquées afin de tracer de possibles traces de Saïd Razzouki. Les enquêteurs s'aperçoivent d'un vieil homme se rendant chaque vendredi après-midi en taxi à la mosquée de Medellin. Lors de son arrestation dans son appartement, l'armée colombienne découvre des plats halal provenant de restaurants arabes de la ville. Les enquêtes ont été totalement financées par la DEA.
Le 7 décembre 2021, Saïd Razzouki est extradé aux Pays-Bas pour être emprisonné à l'Extra Beveiligde Inrichting.
Le 27 février 2024, Saïd Razzouki est condamné à la réclusion à perpétuité pour son rôle dans dix meurtres.

## Procès Marengo
En juillet 2019, une procédure pénale est lancée par les autorités néerlandaises contre seize suspects, avec Saïd Razzouki comme bras droit de Ridouan Taghi. Razzouki et Taghi sont soupçonnés d'être à la tête d'un gigantesque réseau de trafiquants de cocaïne, comptant parmi leurs rangs plusieurs tueurs à gages prêts à passer à l'action. Nico Meijering et Christian Flokstra sont les avocats de Saïd Razzouki aux Pays-Bas. Depuis son arrestation en Colombie, un avocat colombien anglophone est chargé de défendre le dossier de Saïd Razzouki, en attendant son extradition vers les Pays-Bas.

### Sources
- « Un des criminels les plus recherchés des Pays-Bas arrêté en Colombie », La Provence,‎ 8 février 2020 (lire en ligne, consulté le 20 novembre 2019).